# Zápas na Letních olympijských hrách 1972 – muži, řecko-římský do 82 kg
Zápas řecko-římský ve váhové kategorii do 82 kg na Letních olympijských hrách 1972 v Mnichově probíhal od 6. do 10. září. O medaile se utkalo 20 zápasníků.

## Turnajové výsledky
Byl použit systém eliminace zápornými body. Zápasník, který nasbíral 6 negativních bodů, byl vyřazen z dalších bojů. Když zůstali v turnaji poslední tři, rozhodlo o jejich konečném pořadí speciální finálové kolo. 
Legenda
- DNA — Nenastoupil
- TPP — Celkem trestných bodů
- MPP — Trestných bodů v zápase

Penalizace
- 0 — Lopatkové vítězství, vítězství pro pasivitu, zranění, nebo diskvalifikaci protivníka
- 0.5 — Vítězství pro technickou převahu
- 1 — Vítězství na body
- 2 — Remíza
- 2.5 — Remíza, pasivita
- 3 — Prohra na body
- 3.5 — Prohra pro technickou převahu soupeře
- 4 — Lopatková prohra, prohra z důvodu pasivity, zranění, nebo diskvalifikace

### Kolo 1
| TPP | MPP |                          | Čas  |                        | MPP | TPP |
| --- | --- | ------------------------ | ---- | ---------------------- | --- | --- |
| 4   | 4   | Dasran Myagmarjav (MGL)  | 6:53 | Miroslav Janota (TCH)  | 0   | 0   |
| 2   | 2   | Matti Laakso (FIN)       |      | Harald Barlie (NOR)    | 2   | 2   |
| 0   | 0   | Ion Gabor (ROU)          | 4:02 | Jimmy Martinetti (SUI) | 4   | 4   |
| 4   | 4   | André Bouchoule (FRA)    | 8:09 | Milan Nenadić (YUG)    | 0   | 0   |
| 1   | 1   | Sadao Sato (JPN)         |      | John Pedersen (DEN)    | 3   | 3   |
| 3   | 3   | Frank Hartmann (GDR)     |      | Kiril Dimitrov (BUL)   | 1   | 1   |
| 3   | 3   | Reinhold Hucker (FRG)    |      | Jan Kårström (SWE)     | 1   | 1   |
| 3   | 3   | Anatolij Nazarenko (URS) |      | Csaba Hegedűs (HUN)    | 1   | 1   |
| 1   | 1   | Adam Ostrowski (POL)     |      | J Robinson (USA)       | 3   | 3   |
| 0   | 0   | Ali Yağmur (TUR)         | 2:47 | Jesús Blanco (ARG)     | 4   | 4   |

### Kolo 2
| TPP | MPP |                         | Čas  |                          | MPP | TPP |
| --- | --- | ----------------------- | ---- | ------------------------ | --- | --- |
| 8   | 4   | Dasran Myagmarjav (MGL) | 2:14 | Matti Laakso (FIN)       | 0   | 2   |
| 2   | 2   | Miroslav Janota (TCH)   |      | Harald Barlie (NOR)      | 2   | 4   |
| 1   | 1   | Ion Gabor (ROU)         |      | André Bouchoule (FRA)    | 3   | 7   |
| 8   | 4   | Jimmy Martinetti (SUI)  | 5:17 | Milan Nenadić (YUG)      | 0   | 0   |
| 5   | 4   | Sadao Sato (JPN)        | 3:29 | Frank Hartmann (GDR)     | 0   | 3   |
| 6.5 | 3.5 | John Pedersen (DEN)     |      | Kiril Dimitrov (BUL)     | 0.5 | 1.5 |
| 7   | 4   | Reinhold Hucker (FRG)   | 5:08 | Anatolij Nazarenko (URS) | 0   | 3   |
| 4   | 3   | Jan Kårström (SWE)      |      | Csaba Hegedűs (HUN)      | 1   | 2   |
| 2   | 1   | Adam Ostrowski (POL)    |      | Ali Yağmur (TUR)         | 3   | 3   |
| 3   | 0   | J Robinson (USA)        | 8:49 | Jesús Blanco (ARG)       | 4   | 8   |

### Kolo 3
| TPP | MPP |                       | Čas  |                          | MPP | TPP |
| --- | --- | --------------------- | ---- | ------------------------ | --- | --- |
| 2   | 0   | Miroslav Janota (TCH) | 2:09 | Matti Laakso (FIN)       | 4   | 6   |
| 6   | 2   | Harald Barlie (NOR)   |      | Ion Gabor (ROU)          | 2   | 3   |
| 0   | 0   | Milan Nenadić (YUG)   | 7:16 | Sadao Sato (JPN)         | 4   | 9   |
| 5   | 2   | Frank Hartmann (GDR)  |      | Jan Kårström (SWE)       | 2   | 6   |
| 4.5 | 3   | Kiril Dimitrov (BUL)  |      | Anatolij Nazarenko (URS) | 1   | 4   |
| 2   | 0   | Csaba Hegedűs (HUN)   | 0:00 | Adam Ostrowski (POL)     | 4   | 6   |
| 7   | 4   | J Robinson (USA)      | 2:40 | Ali Yağmur (TUR)         | 0   | 3   |

### Kolo 4
| TPP | MPP |                          | Čas  |                      | MPP | TPP |
| --- | --- | ------------------------ | ---- | -------------------- | --- | --- |
| 4   | 2   | Miroslav Janota (TCH)    |      | Ion Gabor (ROU)      | 2   | 5   |
| 3   | 3   | Milan Nenadić (YUG)      |      | Frank Hartmann (GDR) | 1   | 6   |
| 7.5 | 3   | Kiril Dimitrov (BUL)     |      | Csaba Hegedűs (HUN)  | 1   | 3   |
| 4   | 0   | Anatolij Nazarenko (URS) | 1:48 | Ali Yağmur (TUR)     | 4   | 7   |

### Kolo 5
| TPP | MPP |                       | Čas  |                          | MPP | TPP |
| --- | --- | --------------------- | ---- | ------------------------ | --- | --- |
| 7   | 3   | Miroslav Janota (TCH) |      | Milan Nenadić (YUG)      | 1   | 4   |
| 9   | 4   | Ion Gabor (ROU)       | 8:35 | Anatolij Nazarenko (URS) | 0   | 4   |
| 3   |     | Csaba Hegedűs (HUN)   |      | Bye                      |     |     |

### Finále
Výsledky z předchozích kol se započítávají do finále (žlutě zvýrazněno).
| TPP | MPP |                          | Čas  |                     | MPP | TPP |
| --- | --- | ------------------------ | ---- | ------------------- | --- | --- |
|     | 3   | Anatolij Nazarenko (URS) |      | Csaba Hegedűs (HUN) | 1   |     |
| 2   | 1   | Csaba Hegedűs (HUN)      |      | Milan Nenadić (YUG) | 3   |     |
| 3   | 0   | Anatolij Nazarenko (URS) | 0:00 | Milan Nenadić (YUG) | 4   | 7   |

## Finálové pořadí
1. Csaba Hegedűs (HUN)
2. Anatolij Nazarenko (URS)
3. Milan Nenadić (YUG)
4. Miroslav Janota (TCH)
5. Ion Gabor (ROU)
6. Frank Hartmann (GDR)